# Copa de Europa de baloncesto 1962-63
La sexta edición de la Copa de Europa de Baloncesto fue ganada por el CSKA Moscú derrotando en la final al Real Madrid en una final a doble partido que necesitó de un tercer partido de desempate, al terminar los dos primeros igualados a puntos, celebrándose el mismo en Moscú.

## Primera ronda
| Equipo 1            | Agr.    | Equipo 2               | Ida    | Vuelta |
| ------------------- | ------- | ---------------------- | ------ | ------ |
| Landlust            | 124–166 | Wisła Kraków           | 67–76  | 57–90  |
| Darüşşafaka         | 147–149 | Honvéd                 | 67–76  | 80–73  |
| Vorwärts Leipzig    | 91–152  | CSKA Moscú             | 51–82  | 40–70  |
| Celtic              | 75–126  | Alsace Bagnolet        | 44–101 | 31–115 |
| Maccabi Tel Aviv    | 118–131 | AŠK Olimpija           | 46–60  | 72–71  |
| Stade Français      | 104–133 | Alemannia Aachen       | 45–60  | 59–73  |
| Alliance Casablanca | 60–110* | Simmenthal Milano      | 60–110 |        |
| Benfica             | 108–207 | Real Madrid            | 61–97  | 47–110 |
| KFUM Söder          | 125–145 | Helsingin Kisa-Toverit | 59–73  | 66–72  |
| Antwerpse           | 131–169 | Spartak ZJŠ Brno       | 74–81  | 57–88  |
| SISU                | 98–134  | Etzella                | 55–72  | 43–62  |

*La eliminatoria se decidió a un solo partido en Casablanca.

## Segunda ronda
| Equipo 1               | Agr.    | Equipo 2          | Ida   | Vuelta |
| ---------------------- | ------- | ----------------- | ----- | ------ |
| Levski-Spartak         | 104–177 | CSKA Moscú        | 55–83 | 49–94  |
| Honvéd                 | 137–126 | Steaua Bucureşti  | 74–73 | 63–53  |
| Alsace Bagnolet        | 174–189 | AŠK Olimpija      | 80–61 | 94–128 |
| Alemannia Aachen       | 120–145 | Simmenthal Milano | 67–69 | 53–76  |
| Panathinaikos          | 133–187 | Real Madrid       | 73–97 | 60–90  |
| Helsingin Kisa-Toverit | 142–172 | Spartak ZJŠ Brno  | 83–87 | 59–85  |
| Etzella                | 105–198 | Wisła Kraków      | 52–83 | 53–115 |

Clasificado automáticamente para cuartos de final
- Dinamo Tbilisi (defensor del título)

## Cuartos de final
| Equipo 1       | Agr.     | Equipo 2          | Ida    | Vuelta |
| -------------- | -------- | ----------------- | ------ | ------ |
| AŠK Olimpija   | 158–162  | Spartak ZJŠ Brno  | 86–83  | 72–79  |
| Honvéd         | 170–170* | Real Madrid       | 101–96 | 69–74  |
| Dinamo Tbilisi | 139–138  | Simmenthal Milano | 65–70  | 74–68  |
| Wisła Kraków   | 122–152  | CSKA Moscú        | 75–72  | 47–80  |

*Un partido de desempate se celebró en Madrid el 2 de abril de 1963: Real Madrid - Honvéd 77–65.

## Semifinales
| Equipo 1         | Agr.    | Equipo 2    | Ida   | Vuelta |
| ---------------- | ------- | ----------- | ----- | ------ |
| Spartak ZJŠ Brno | 146–150 | Real Madrid | 79–60 | 67–90  |
| Dinamo Tbilisi   | 137–155 | CSKA Moscú  | 59–76 | 78–79  |

## Final
| Equipo 1    | Agr.    | Equipo 2   | Ida   | Vuelta | 3er partido |
| ----------- | ------- | ---------- | ----- | ------ | ----------- |
| Real Madrid | 240–259 | CSKA Moscú | 86–69 | 74–91  | 80–99*      |

Partido de ida Frontón “Fiesta Alegre”;Espectadores 5.000, 23 de julio de 1963

Partido de vuelta Lenin Palace of Sports;Espectadores 20.000, 31 de julio de 1963
*Partido de desempate Lenin Palace of Sports;Espectadores 20,000, 1 de agosto de 1963, Moscú, Unión Soviética
| Campeón de la Copa de Europa de 1962–63 |
| --------------------------------------- |
| CSKA Moscú 2º título                    |